# Dave Martinez
Pour les articles homonymes, voir Martinez.
David Martinez (né le 26 septembre 1964 à New York, NY, États-Unis) est un ancien joueur de baseball devenu entraîneur. Il a joué dans les Ligues majeures de baseball comme voltigeur de 1986 à 2001. 
Le 30 octobre 2017, il est nommé gérant des Nationals de Washington.
Dave Martinez évolue dans la Ligue majeure de baseball comme joueur de champ extérieur de 1986 à 2001. En 1998, il frappe le tout premier coup sûr de l'histoire des Rays de Tampa Bay.
Il est instructeur adjoint de Joe Maddon chez les Rays de Tampa Bay de 2008 à 2014, puis chez les Cubs de Chicago de 2015 à 2017 avant de diriger les Nationals.

## Carrière de joueur
Au cours de sa carrière de 16 saisons dans les majeures, Dave Martinez a endossé l'uniforme de neuf équipes différentes. Il a joué pour les Cubs de Chicago (1986-1988, 2000), les Expos de Montréal (1988-1991), les Reds de Cincinnati (1992), les Giants de San Francisco (1993-1994), les White Sox de Chicago (1995-1997), les Devil Rays de Tampa Bay (1998-2000), les Rangers du Texas (2000), les Blue Jays de Toronto (2000) et les Braves d'Atlanta (2001).
En 1918 parties jouées, il a frappé 1599 coups sûrs, dont 238 doubles et 91 circuits, marqué 795 points, en a produit 580 et conservé une moyenne au bâton de ,276.
Il a frappé au moins 100 coups sûrs au cours de 9 saisons, dont un sommet personnel de 146 avec Tampa Bay en 1999, année où il a également connu sa meilleure année au chapitre des points produits avec 66. Il a frappé pour ,307 et ,318 avec les White Sox en 1995 et 1996, en plus de connaître de bonnes saisons en début de carrière avec les Cubs et les Expos. Acquis des Cubs par Montréal en juillet 1988 pour Mitch Webster, il a quitté la formation québécoise pour Cincinnati en décembre 1991 dans une transaction qui amenait chez les Expos le futur releveur étoile John Wetteland.
En 1998, Martinez a fait partie de la formation originale des Devil Rays de Tampa Bay à leur toute première saison d'existence. Il a frappé le premier coup sûr de l'histoire de cette franchise et du Tropicana Field (en 3e manche du match du 31 mars 1998 contre les Tigers de Detroit et le lanceur Justin Thompson).
Dave Martinez est un des rares joueurs des majeures à avoir évolué pour quatre clubs durant une même saison (les Rays, les Cubs, les Rangers et les Blue Jays en 2000).

## Carrière d'entraîneur

### Rays et Cubs
En 2007, Dave Martinez est engagé comme instructeur sur le banc des Rays de Tampa Bay. Il fait partie du personnel d'instructeurs qui seconde le manager Joe Maddon au match des étoiles 2009. En 2013, il est l'un des candidats au poste de gérant des Cubs de Chicago, finalement offert à Rick Renteria. Fin 2014, il est déçu de ne pas être considéré pour le poste de gérant des Rays après le départ de Maddon pour les Cubs et démissionne le 25 novembre après 7 ans comme instructeur des Rays. Le 4 décembre, il devient instructeur de banc chez les Cubs et est ainsi réuni avec Maddon pour une 8e saison de suite.
Instructeur des Cubs de 2015 à 2017, Martinez participe à la conquête de la Série mondiale 2016.

### Nationals de Washington
Le 30 octobre 2017, Dave Martinez est nommé gérant des Nationals de Washington. Martinez, dont c'est la première promotion du genre dans les majeures, est la 8e personne à diriger les Nationals à leur 14e saison depuis l'arrivée du club à Washington. Il mène l'équipe à sa première conquête de la Série mondiale dans l'histoire de la franchise en 2019.